# Directors Guild of America

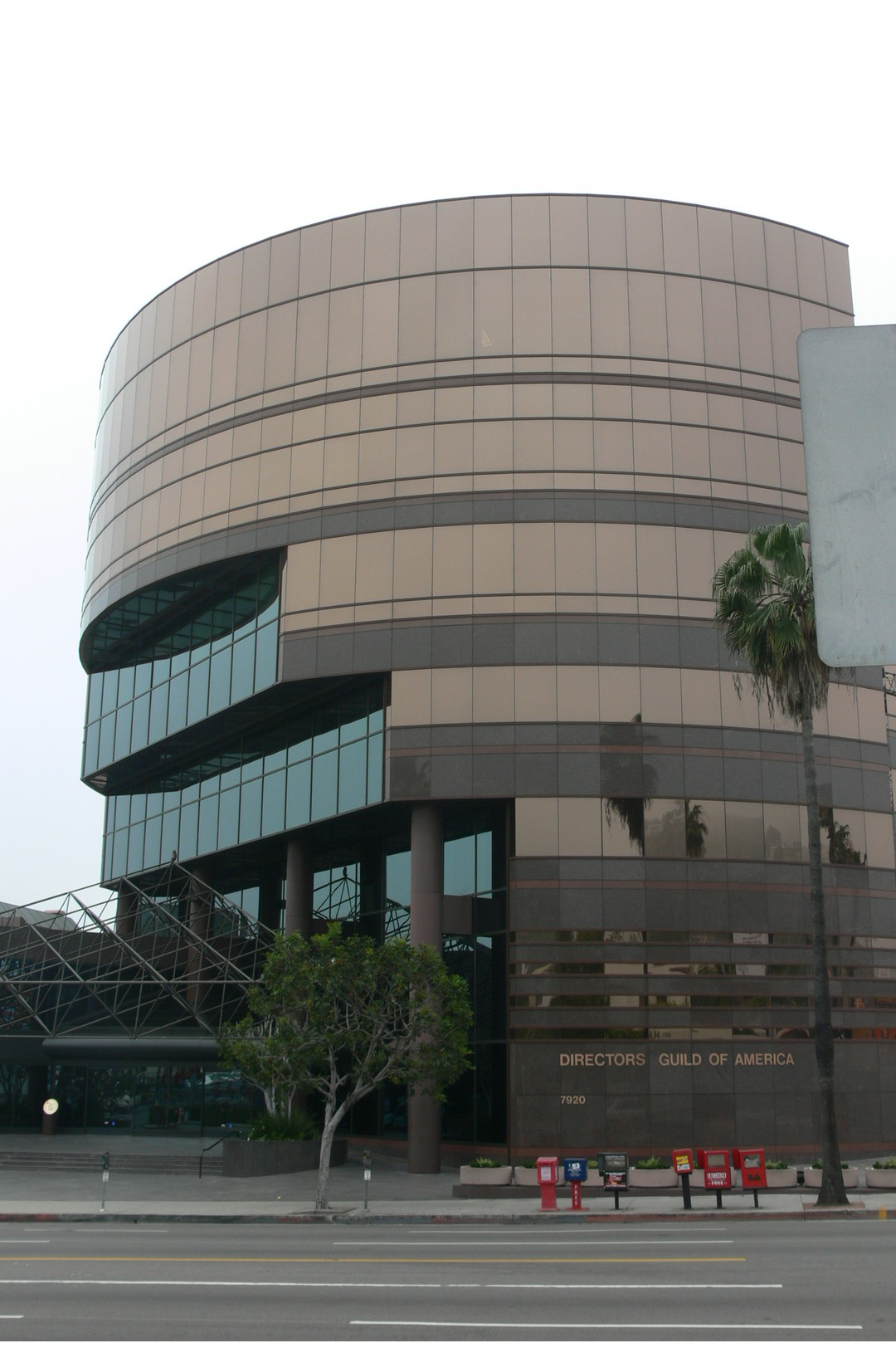
Gebäude der DGA in Hollywood

Die Directors Guild of America (DGA) ist die gewerkschaftliche Vereinigung der US-amerikanischen Regisseure mit Sitz in Hollywood.

## Geschichte
Sie vertritt die Rechte und Interessen von über 13.400 Regisseuren (Stand: Juli 2007) aus der Film-, Theater-, Werbe- und Fernsehbranche. Die DGA entstand 1960 aus dem Zusammenschluss der Screen Directors Guild (gegründet 1936) und der Radio and Television Directors Guild (gegr. 1947). Sie hat ihren Hauptsitz in Hollywood. Amtierende Präsidentin ist seit 2021 die Regisseurin Lesli Linka Glatter.
Die DGA verleiht alljährlich seit 1948  den ursprünglich von der Screen Actors Guild begründeten Directors Guild of America Award (DGA Award) in mehreren Kategorien.
Einige Regisseure, darunter George Lucas und Robert Rodriguez, sind keine Mitglieder der Vereinigung. Diese Regisseure dürfen bei keinem Film der großen amerikanischen Filmstudios Regie führen, da diese Studios vertraglich verpflichtet sind, ausschließlich Regisseure, die Mitglieder der Vereinigung sind, zu verpflichten (Closed Shop).

## Präsidenten
- 1936–1938: King Vidor
- 1939–1941: Frank Capra
- 1941–1943: George Stevens
- 1943–1944: Mark Sandrich
- 1944–1946: John Cromwell
- 1948–1950: George Marshall
- 1950–1951: Joseph L. Mankiewicz
- 1951–1959: George Sidney
- 1960–1961: Frank Capra
- 1961–1967: George Sidney
- 1967–1971: Delbert Mann
- 1971–1975: Robert Wise
- 1975–1979: Robert Aldrich
- 1979–1981: George Schaefer
- 1981–1983: Jud Taylor
- 1983–1987: Gilbert Cates
- 1987–1989: Franklin J. Schaffner
- 1993–1997: Gene Reynolds
- 1997–2002: Jack Shea
- 2002–2003: Martha Coolidge
- 2003–2009: Michael Apted
- 2009–2013: Taylor Hackford
- 2013–2017: Paris Barclay
- 2017–2021: Thomas Schlamme
- seit 2021: Lesli Linka Glatter